# エルンスト・テ・ペールト
エルンスト・テ・ペールト（Ernst Carl Friedrich te Peerdt、1852年11月25日 - 1932年2月20日）はドイツの画家である。デュッセルドルフやミュンヘンで活動し、ドイツにおける印象派の画家の先駆者ともされる。

## 略歴
現在のノルトライン＝ヴェストファーレン州のテックレンブルクの地方判事の息子に生まれた。ヴェーゼル(Wesel)で育ち、ヴェーゼルの高校で学んだ後 、1868年からデュッセルドルフ美術アカデミーでエドゥアルド・ベンデマンやアンドレアス・ミューラーに学び、1873年からミュンヘン美術院に移り、フェルディナント・ピロティやヴィルヘルム・フォン・ディーツに学んだ。1874年からベルリンでルートヴィッヒ・クナウスのもとで学んだ。
1878年から1881年の間はイタリアで修行し、ヴェネツィア、ラヴェンナ、ローマ、カプリ島や南イタリアを訪れた。1881年から1884年はデュッセルドルフに住み、デュッセルドルフの美術家協会、「Malkasten」のメンバーとして活動し、1884年から1892年はミュンヘンで活動し、1888年に結婚した。1893年に再び、デュッセルドルフに移り、1909年にユリウス・ブレッツ(Julius Bretz)や、アウグスト・ドイサー(August Deusser)、ヴァルター・オフェイ(Walter Ophey)といった若い画家たちが設立した美術家グループ、「ゾンダーブント(Sonderbund)」に参加し、1910年と1911年の展覧会に出展した。ゾンダーブントの会員たちはテ・ペールトの風景画を印象派のスタイルの先駆的なものと評価し、1911年にゾンダーブントに名誉会員の称号が贈られた。有名なコレクター、画商のアルフレート・フレヒトハイム(Alfred Flechtheim)によって1914年にデュッセルドルフのフレヒトハイムの画廊で初めての個展が開かれ、同じ年の第1回ドイツ工作連盟ケルン展にテ・ペールトの作品は展示された。有名なドイツ印象派の画家、マックス・リーバーマンに擬えて、「デュセルドルフのリーバーマン」とフレヒトハイムは宣伝し、1917年から何度か、個展が開かれた。
1919年にデュッセルドルフに設立された美術家グループ「Das Junge Rheinland（若きラインラント）」はクリスティアン・ロールフスとともにテ・ペールトに名誉会員の称号を与えた。1925年にはボン大学から名誉博士号を贈られ、75歳になった1927年にデュッセルドルフ美術アカデミーで祝典が開かれ、名誉会員の称号が贈られた。

## 作品

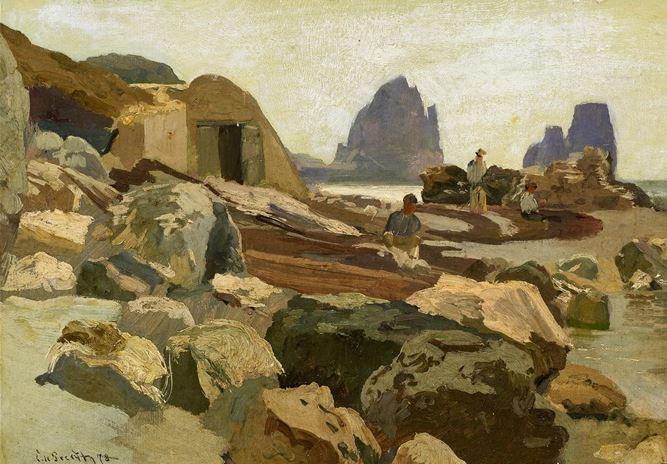
イタリアの海岸風景(1878)
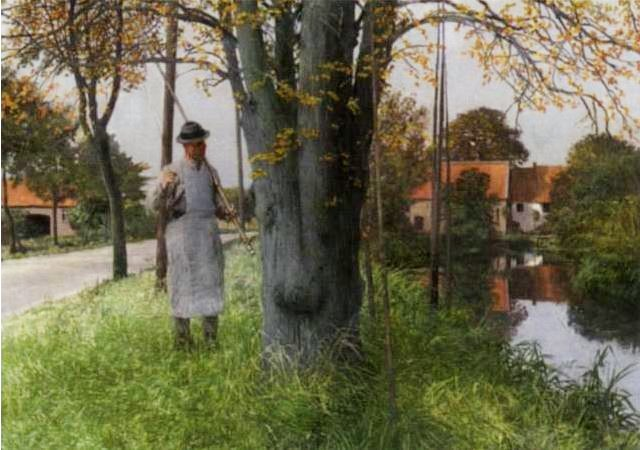
漁師のいる村の風景
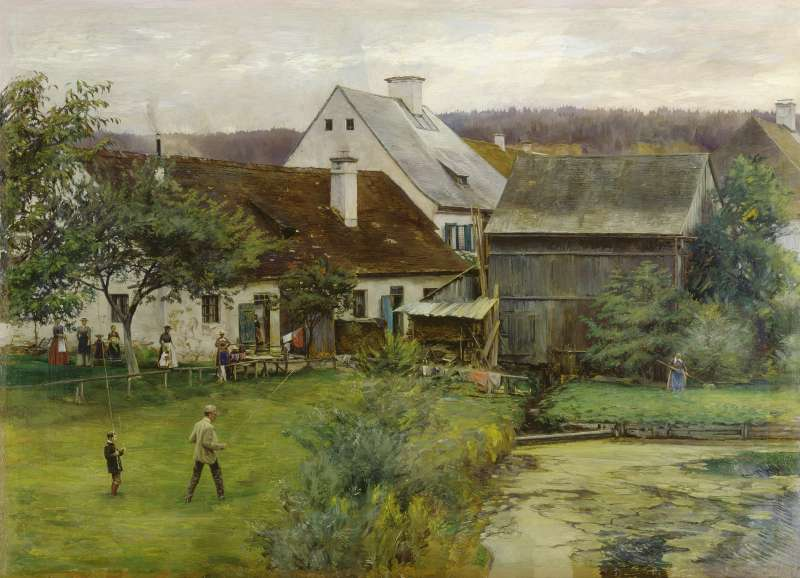
ドイツの風景
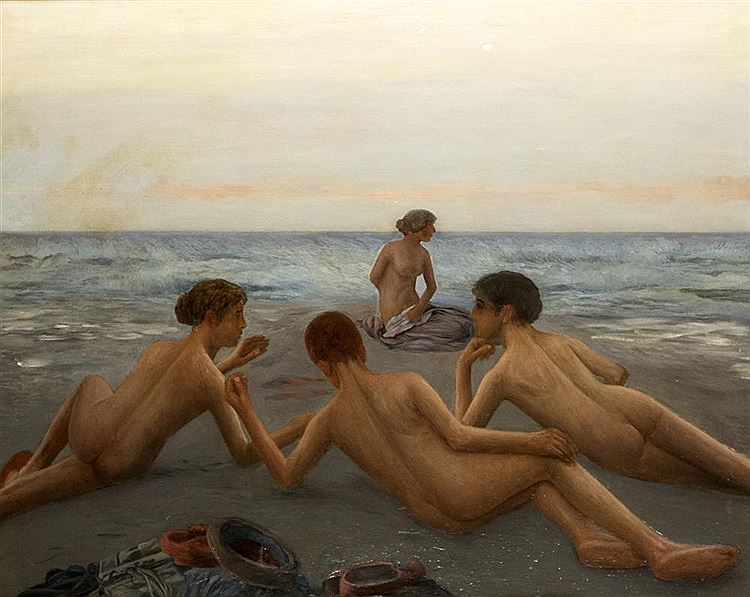
海辺のヌード
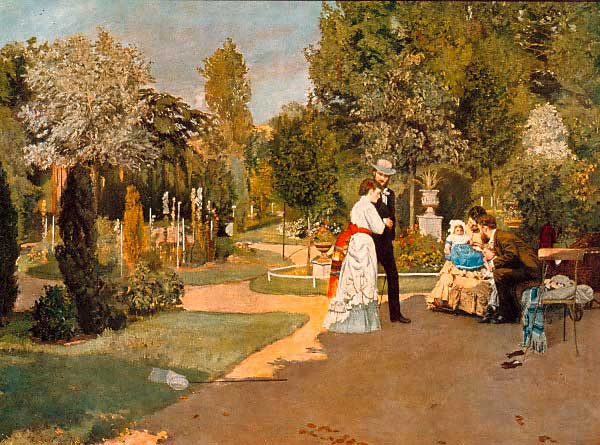
公園
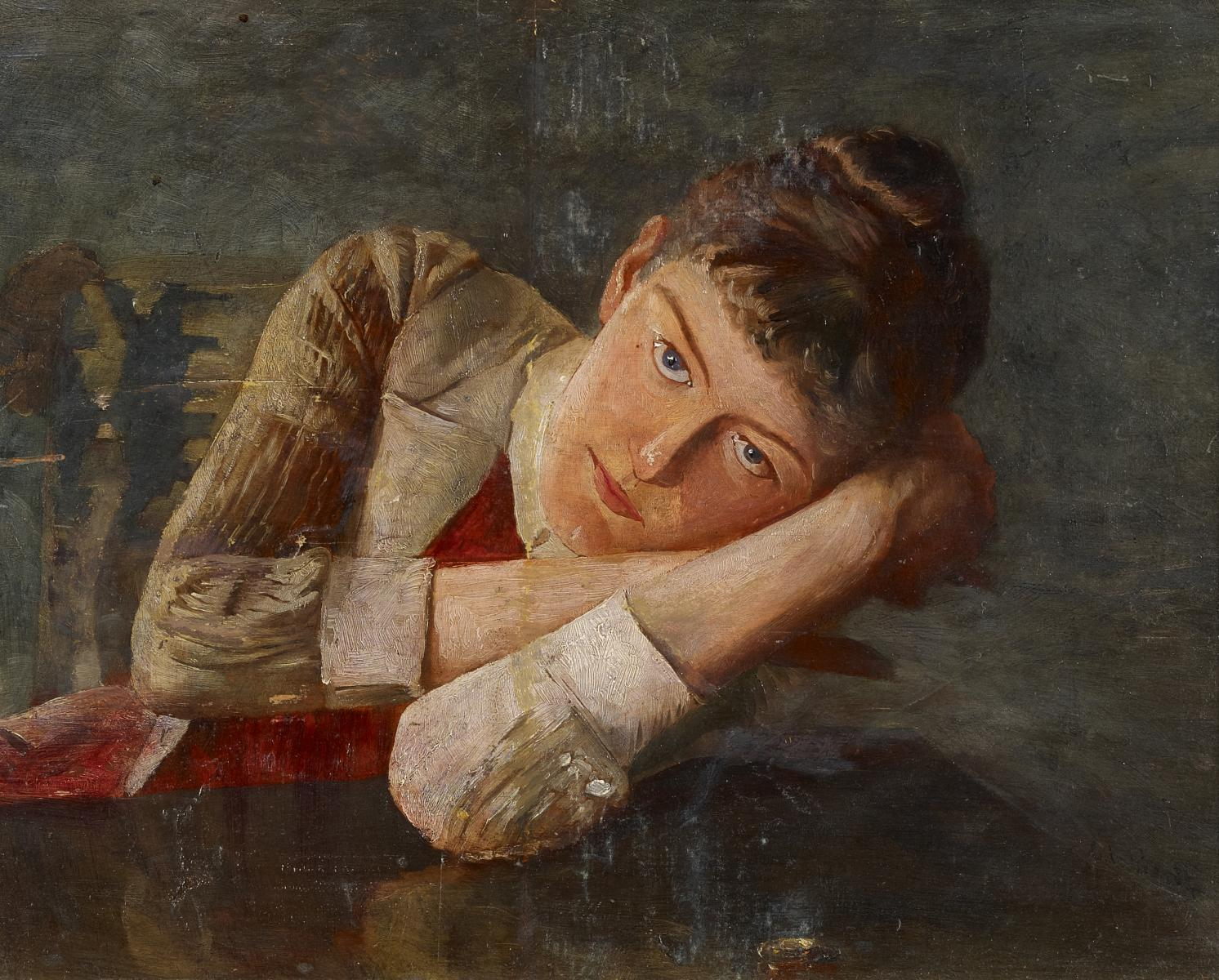
妻の肖像画
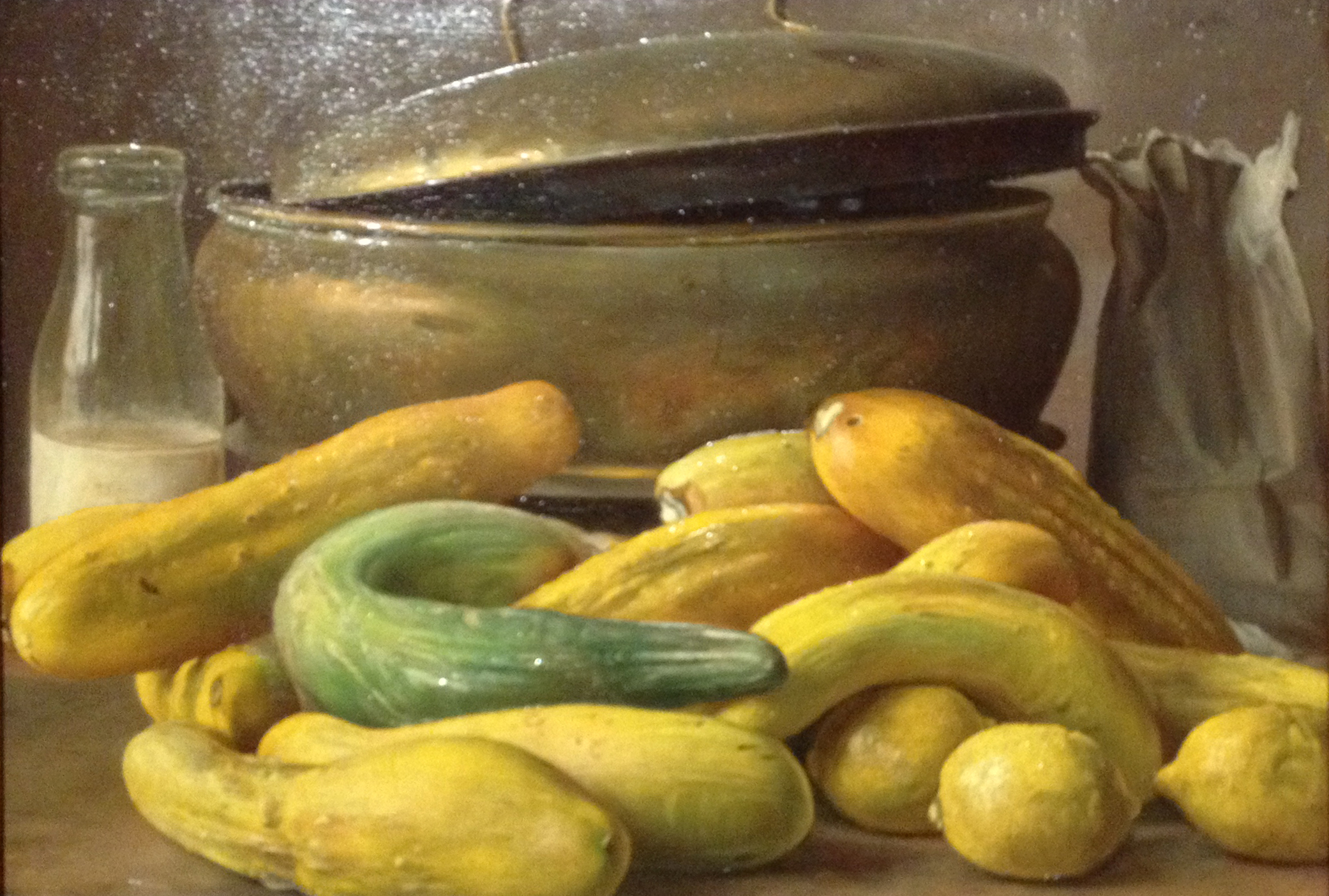
胡瓜のある静物画 (1917)
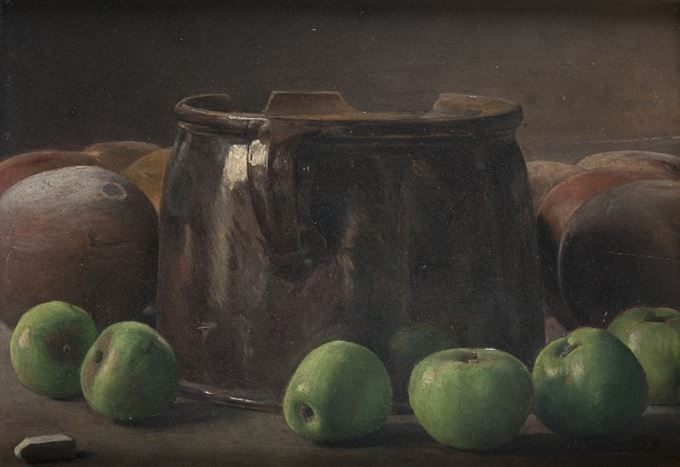
果物